# Diplectanidae
Famille
Les Diplectanidae sont une famille de monogènes créée par le zoologiste italien Francesco Saverio Monticelli (d) (1863-1927) en 1903 comme sous-famille Diplectaninae.
Le statut de la famille et des genres qui y sont inclus a été ensuite étudié par Johnston & Tiegs (1922), Price (1937), Bychowsky (1957), Yamaguti (1963), et Oliver (1987).
Les Diplectanidae sont tous des parasites de poissons, la plupart du temps sur les branchies.

## Morphologie

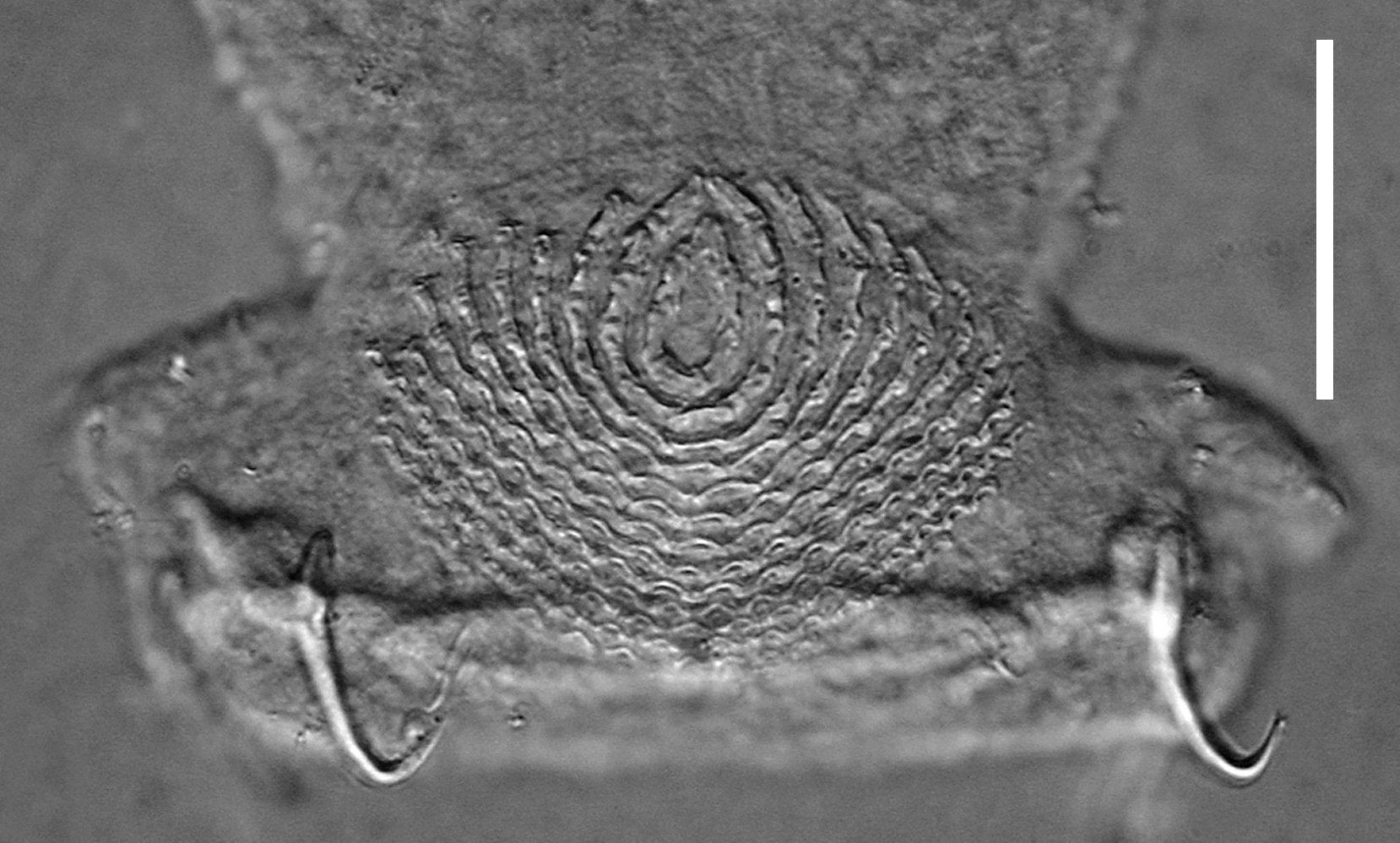
Hapteur de Pseudorhabdosynochus jeanloui montrant un squamodisque, des crochets et des barres - Echelle: 40 µm

Ces trois caractères sont retrouvés chez tous les Diplectanidae :
- présence d'organes adhésifs accessoires sur les faces dorsale et  ventrale du hapteur, appelés squamodisques quand ils sont constitués de bâtonnets et lamellodisques quand ils sont formés de lamelles ;
- dans le hapteur, présence de trois barres transversales (une ventrale, deux latérales (dorsales), reliées à deux paires de crochets (une paire de crochets dorsaux, une paire de crochets ventraux) ;
- un germarium (ou ovaire) qui est antérieur au testicule et forme une boucle autour du cæcum intestinal droit.

## Liste des genres
Les genres reconnus par WoRMS sont :
- Acanthocercodes Kritsky & Diggles, 2015 [9]
- Acleotrema Johnston & Tiegs, 1922 [10]
- Aetheolabes Boeger & Kritsky, 2009 [11]
- Anoplectanum Boeger, Fehlauer & Marques, 2006 [12]
- Calydiscoides Young, 1969 [13]
- Darwinoplectanum Domingues, Diamanka & Pariselle, 2011 [14]
- Diplectanocotyla Yamaguti, 1953 [15]
- Diplectanum Diesing, 1858 [16]
- Echinoplectanum Justine & Euzet, 2006 [17]
- Furcohaptor Bijukumar & Kearn, 1996 [18]
- Lamellodiscus Johnston & Tiegs, 1922 [10]
- Latericaecum Young, 1969 [13]
- Laticola Yang, Kritsky, Sun, Zhang, Shi & Agrawal, 2006 [19]
- Lepidotrema Johnston & Tiegs, 1922 [10]
- Lobotrema Tripathi, 1959 [20]
- Monoplectanum Young, 1969 [13]
- Murraytrema Price, 1937 [3]
- Murraytrematoides Yamaguti, 1958 [21]
- Nasobranchitrema Yamaguti, 1965 [22]
- Neodiplectanum Mizelle & Blatz, 1941 [23]
- Oliveriplectanum Domingues & Boeger, 2008 [24]
- Paradiplectanum Domingues & Boeger, 2008 [24]
- Protolamellodiscus Oliver, 1969 [25]
- Pseudodiplectanum Tripathi, 1955 [26]
- Pseudolamellodiscus Yamaguti, 1953 [15],[27]
- Pseudomurraytrematoides Domingues & Boeger, 2008 [24]
- Pseudorhabdosynochus Yamaguti, 1958 [21]
- Pseudorhamnocercoides Chero, Cruces, Sáez, Iannacone & Luque, 2017 [28]
- Rhabdosynochus Mizelle & Blatz, 1941 [23]
- Rhamnocercoides Luque & Iannacone, 1991 [29]
- Rhamnocercus Monaco, Wood & Mizelle, 1954 [30]
- Sinodiplectanotrema Zhang in Zhang, Yang & Liu, 2001 [31]
- Spinomatrix Boeger, Fehlauer & Marques, 2006 [12]
- Telegamatrix Ramalingam, 1955 [32]
- Teraplectanum Lim, 2015 [33]